# Condado de Kitsap
O Condado de Kitsap é um dos 39 condados do Estado americano de Washington. A sede de condado é Port Orchard, e sua maior cidade é Bremerton. O condado possui uma área de 1,466 km², uma população de 231,969 habitantes, e uma densidade populacional de 226 hab/km² (segundo o censo nacional de 2000).